# 紐華克聖人
是一部2021年美國犯罪電影，由亞倫·泰勒執導，大衛·雀斯和勞倫斯·康納編劇，主演包括亞歷桑德羅·尼沃拉、小萊斯利·奧多姆、強·柏恩瑟、韋娜·法米加、寇瑞·史托爾、比利·馬格努森、米高·簡東費尼和雷·李歐塔。本片是大衛·雀斯的HBO犯罪電視劇《人在江湖》的前傳；故事設定在1960年代和1970年代的新澤西州紐華克，以1967年紐華克騷亂作背景。
電影由新線影業和HBO共同製作，華納兄弟公司最初安排本片在2020年9月25日美國上映，由於2019冠狀病毒病疫情，重新安排在2021年10月1日上映，同步上線HBO Max作串流播放。

## 演員
- 亞歷桑德羅·尼沃拉飾演李察·「迪基」·馬地桑提（Richard "Dickie" Moltisanti）
- 米高·簡東費尼飾演安東尼·「東尼」·索波諾（英语：Tony Soprano）
- 小萊斯利·奧多姆飾演哈羅德·麥克布雷爾（Harold McBrayer）
- 強·柏恩瑟飾演喬瓦尼·「強尼男孩」·索波諾
- 寇瑞·史托爾飾演朱尼爾·索波諾（英语：Giovanni "Johnny Boy" Soprano）
- 比利·馬格努森飾演保立·高爾提里（英语：Paulie Gualtieri）
- 約翰·馬加羅（英语：John Magaro）飾演席維歐·丹堤（英语：Silvio Dante）
- 雷·李歐塔飾演奧爾多·「好萊塢迪克」·馬地桑提（Aldo "Hollywood Dick" Moltisanti）
- 韋娜·法米加飾演莉維雅·索波諾（英语：Livia Soprano）
- 米凱拉·德·羅西（Michela De Rossi）飾演朱塞皮娜·布魯諾（Giuseppina Bruno）
- 喬伊·狄亞（英语：Joey Diaz）飾演利諾·「佛陀」·邦潘西耶羅（Lino "Buddha" Bonpensiero）
- 尼克·瓦侖加（英语：Nick Vallelonga）飾演傑瑞·「胖傑瑞」·阿納斯塔西亞（Jerry "Fat Jerry" Anastasia）
- 米高·伊派里奧里飾演克里斯多夫·馬地桑提（英语：Christopher Moltisanti）

## 製作
2017年6月，創作人大衛·雀斯拒絕考慮繼續《人在江湖》的故事，但暗示了對該劇的前傳有興趣。2018年3月正式宣布將會製作一部前傳電影，雀斯正在編寫劇本。
2018年7月，曾執導過該劇的亞倫·泰勒被聘請執導本片。11月，亞歷桑德羅·尼沃拉被選在電影中扮演Christopher Moltisanti的父親Dickie Moltisanti。2019年1月，雀斯在討論該劇20週年紀念時，透露了年輕的Tony Soprano會出現在電影中。同一個月，強·柏恩瑟、韋娜·法米加、寇瑞·史托爾和比利·馬格努森加入了演員陣容。占士·簡東費尼的兒子米高·簡東費尼飾演年輕的Tony Soprano。雷·李歐塔在2月加入演員陣容，約翰·馬加羅、小萊斯利·奧多姆和Michela De Rossi在3月加入。
主要拍攝於2019年4月3日在布魯克林開始，5月7日移至紐華克。

## 發行
本片原定於2020年9月25日上映，但受2020年COVID-19疫情影響，已延後至2021年3月21日上映。然後，本片又被推遲到2021年9月24日，以便在電影節上首映，並更好地將本片定位為獎項競爭者，後來又被推遲到10月1日。

## 外部連結
- 互联网电影数据库（IMDb）上《紐華克聖人》的资料（英文）
- 豆瓣电影上《紐華克聖人》的資料 （简体中文）